# Snålkuk

Snålkuk (alternativ stavning Snålkok; lulesamiskt uttal [ˈsnol̥kuk], ungefär ”snållkok”), är ett berg i Jokkmokks kommun  i Lappland. Berget är en utlöpare av Gassavarte (Kassavare) 957 meter över havet och stupar brant i söder mot sjön Saggat och Lilla Luleälvs dalgång. Berget är synligt från vägen till Kvikkjokk.

## Etymologi
Namnet har ibland antagits komma från det svenska ordet kuk i betydelsen ’spets’, men mera sannolikt är ortnamnet samiskt, en avledning till lulesamiskans snålkke ’bergutsprång som bildar en brant bergvägg’. Eftersom svenska språket kom sent till området är namnen i trakten i regel av samiskt ursprung. I Gällivare kommun finns dessutom ett motsvarande namn, Snolkkuk, med nordsamisk stavning.

### Fotnoter
1. ↑  Tjäder, Johanna (16 februari 2022). ”Därför heter orten Snålkuk: ”Inte frågan om snåla kukar””. SVT Nyheter. https://www.svt.se/nyheter/sapmi/sveriges-roligaste-ortsnamn-ar-samiskt. Läst 17 februari 2022.
2. 1 2 3  Collinder, Björn (1964). Ordbok till Sveriges lapska ortnamn. Uppsala: Kungl. Ortnamnskommissionen. sid. 206. Libris 597443. http://sprakochfolkminnen.diva-portal.org/smash/get/diva2:1099032/FULLTEXT01.pdf
3. ↑  Barbro Janson Lundkvist (9 juli 2014). ”Expert om Sveriges snuskigaste ortnamn” (på svenska). Svenska Dagbladet. https://www.svd.se/har-ar-sveriges-snuskigaste-ortnamn. Läst 11 augusti 2019.
4. 1 2 3  ”Vackraste och vitsigaste vinnarna”. Språktidningen. 14 februari 2022. https://spraktidningen.se/2022/02/vackraste-och-vitsigaste-vinnarna/. Läst 14 februari 2022.
5. ↑  ”Snolkkuk”. minkarta.lantmateriet.se. Lantmäteriet. https://minkarta.lantmateriet.se/?e=759025.6171875&n=7461871.9765625&z=11&profile=karta&background=1&boundaries=false. Läst 17 februari 2022.